# Gintautas Paluckas
Gintautas Paluckas (AFI: ˈɡʲɪntˠɐʊtˠɐs pˠɐˈlˠʊtskɐs; Panevėžys, 19 agosto 1979) è un politico lituano, Ministro presidente della Lituania dal 12 dicembre 2024 al 4 agosto 2025, nonché membro della Seimas dal 13 novembre 2020.
Dal 17 maggio al 31 luglio 2025, dopo esserlo già stato dal 6 maggio 2017 al 22 gennaio 2021, è stato Presidente del Partito Socialdemocratico di Lituania (LSDP).

## Biografia
È nato a Panevėžys, all'epoca nella Repubblica Socialista Sovietica Lituana.
È stato nominato Ministro presidente della Lituania in seguito alla vittoria del suo partito alle elezioni parlamentari del 2024.
Il 4 agosto 2025, si dimette dalla carica di Ministro Presidente della Lituania, per un presunto conflitto d'interesse e accuse di corruzione.

## Vita privata
Oltre al lituano madrelingua, Paluckas parla anche inglese e russo, nonché spagnolo e portoghese a un livello di base. Sposato con Ilma Paluckė, ha due figli.